# سمنتان (پنسیلوانیا)
سمنتان (به انگلیسی: Cementon) یک منطقهٔ مسکونی در ایالات متحده آمریکا است که در شهرستان له‌های، پنسیلوانیا واقع شده‌است. سمنتان ۱٬۵۳۸ نفر جمعیت دارد.